# FTZS Liberec
FTZS Liberec (Futsal team Zlej se(n) Liberec) je český futsalový klub z Liberce. Od sezóny 2018/19 působí v první české futsalové lize. Klub byl založen v září 2013 současným předsedou Pavlem Bínou, Bořkem Poživilem a Davidem Urbanem.
Své domácí zápasy odehrává ve sportovní hale Dukla Liberec, která má kapacitu 1 200 diváků.

## Soupiska
Zdroj:
Aktuální k datu: 15. září 2020
| Číslo |       | Pozice    | Hráč            |
| ----- | ----- | --------- | --------------- |
| 1     | Česko | Brankář   | Petr Koudelka   |
| 17    | Česko | Brankář   | Dominik Vogt    |
| 30    | Česko | Brankář   | Tomáš Plachatý  |
| 31    | Česko | Brankář   | Jakub Dlask     |
| 2     | Česko | Univerzál | Pavel Bína      |
| 5     | Česko | Univerzál | Vít Kratochvíl  |
| 6     | Česko | Univerzál | Jiří Novotný    |
| 7     | Česko | Univerzál | Marek Bína      |
| 9     | Česko | Univerzál | Štěpán Rumler   |
| 10    | Česko | Univerzál | Aleš Benek      |
| 11    | Česko | Univerzál | Pavel Baláž     |
| 12    | Česko | Univerzál | Tomáš Janáček   |
| 14    | Česko | Univerzál | Vojtěch Novotný |
| 15    | Česko | Univerzál | Miroslav Dvořák |
| 16    | Česko | Univerzál | Jiří Šisler     |
| 18    | Česko | Univerzál | Tomáš Vobořil   |
| 19    | Česko | Univerzál | Filip Henzl     |
| 20    | Česko | Univerzál | Jakub Žoček     |
| 21    | Česko | Univerzál | Jakub Doněk     |
| 22    | Česko | Univerzál | Matyáš Kazda    |
| 24    | Česko | Univerzál | Viktor Žampa    |
| 25    | Česko | Univerzál | Jakub Šorsák    |
| 26    | Česko | Univerzál | Matěj Vébr      |
| 29    | Česko | Univerzál | Tomáš Kotek     |
| 33    | Česko | Univerzál | Karel Vrabec    |
| 37    | Česko | Univerzál | Kamil Janouš    |
| 40    | Česko | Univerzál | Marek Šíma      |

## Umístění v jednotlivých sezonách
Zdroj:
Legenda: Z - zápasy, V - výhry, R - remízy, P - porážky, VG - vstřelené góly, OG - obdržené góly, +/- - rozdíl skóre, B - body, červené podbarvení - sestup, zelené podbarvení - postup, fialové podbarvení - reorganizace, změna skupiny či soutěže
| Česko (2013 – ) |                          |        |    |    |   |    |     |     |      |    |       |             |
| Sezóny          | Liga                     | Úroveň | Z  | V  | R | P  | VG  | OG  | +/-  | B  | P. ZČ | Play-off    |
| 2013/14         | Liberecký okresní přebor | 5      | 22 | 20 | 2 | 0  | 200 | 58  | +142 | 62 | 1.    |             |
| 2014/15         | Liberecký krajský přebor | 4      | 16 | 16 | 0 | 0  | 194 | 58  | +136 | 48 | 1.    |             |
| 2015/16         | Divize A                 | 3      | 22 | 20 | 0 | 2  | 234 | 100 | +134 | 60 | 1.    |             |
| 2016/17         | 2. liga – sk. Západ      | 2      | 22 | 14 | 4 | 4  | 142 | 99  | +43  | 46 | 2.    |             |
| 2017/18         | 2. liga – sk. Západ      | 2      | 22 | 18 | 1 | 3  | 144 | 64  | +80  | 55 | 1.    |             |
| 2018/19         | VARTA futsal liga        | 1      | 20 | 4  | 1 | 15 | 68  | 151 | -83  | 13 | 10.   |             |
| 2019/20         | VARTA futsal liga        | 1      | 20 | 5  | 3 | 12 | 63  | 117 | -54  | 18 | 7.    | Nedohráno   |
| 2020/21         | 1. FUTSAL liga           | 1      | 22 | 8  | 2 | 12 | 73  | 97  | -24  | 26 | 7.    | Čtvrtfinále |
| 2021/22         | 1. FUTSAL liga           | 1      | 22 | 9  | 1 | 12 | 68  | 90  | -22  | 28 | 7.    | Čtvrtfinále |
| 2022/23         | 1. FUTSAL liga           | 1      | 22 | 6  | 6 | 10 | 78  | 103 | -25  | 24 | 7.    | Čtvrtfinále |